# 桐生西宮神社

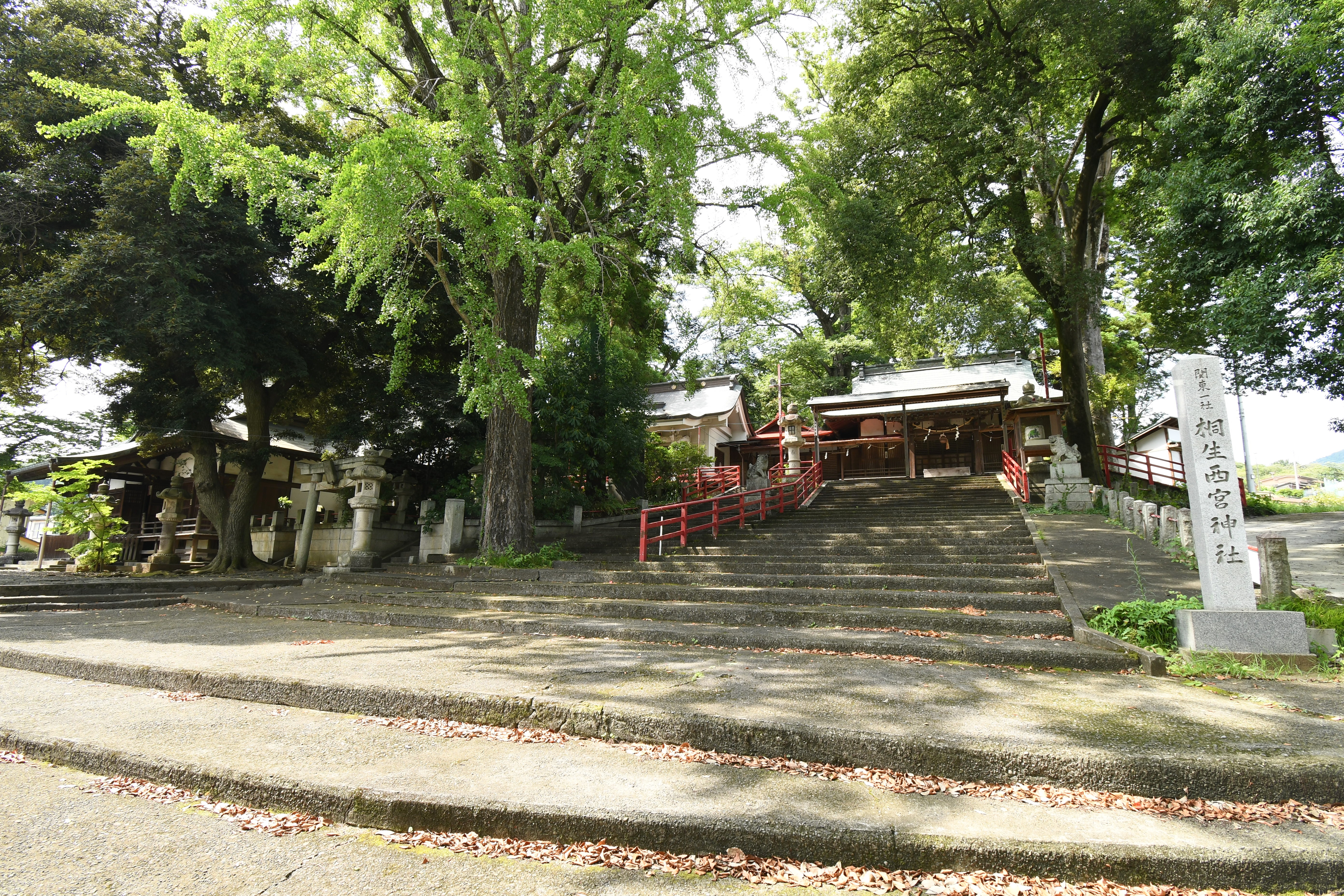
左端に美和神社拝殿、右奥に桐生西宮神社

桐生西宮神社（きりゅうにしのみやじんじゃ）は、群馬県桐生市宮本町にある神社。美和神社の境内社。西宮神社（兵庫県西宮市）の主祭神である蛭子大神（ひるこおおかみ）を祀るえびす神社であり、西宮神社の関東地方における唯一の直系分社である。このため「関東一社」と称される。

## 概要
美和神社の境内に、えびす総本社である西宮神社から明治34年（1901年）10月に分霊勧請され、明治38年（1905年）5月に社殿が落成した。社殿や手水舎、参道は、美和神社のものより規模が大きい。

## 祭事
- 初祭（初恵比寿）：1月20日[3]
- 例大祭（桐生えびす講）：11月19日（宵祭り） - 20日（本祭り）[2]

### 桐生えびす講
西宮神社本社から献幣使を迎えて祭典を執り行う。奉納行事として、美和神社の神楽殿にて神楽、えびす太鼓、福まきが行われるほか、桐生からくり人形芝居が上演される。
2024年（令和6年）は、西宮神社の十日えびす（1月10日）で行なわれている福男を、男女別で開催した。分社において西宮神社公認で行なうのは初めてとなる。
神社北隣にある桐生が岡公園入り口にある特設会場にて、芝居や手品、歌謡ショーなどが行われる。参道（恵比寿通り）や山手通り、本町通りの一部が歩行者天国となる。
隣接する美和神社の祭神が大物主（大国主・大黒）であることから、桐生ゑびす講は、恵比寿・大黒の二大福神が揃った祭であるといえる。
かつては桐生市では八坂神社の祇園祭りと並ぶ人出の祭りであり、祇園祭りに関しては現在では桐生八木節祭りの一部となっている。

## 交通
JR東日本両毛線・わたらせ渓谷鐵道わたらせ渓谷線の桐生駅北口から徒歩で十数分。上毛電気鉄道上毛線の始発駅である西桐生駅が、桐生駅より近い。